# Zbigniew Szczepkowski
Zbigniew Szczepkowski (Nowogard, 1952. május 4. – Varsó, 2019. február 4.) lengyel kerékpárversenyző, olimpikon.

## Pályafutása
Pálya és országúti versenyeken egyaránt részt vett. Az 1976-os montréali olimpián 4000 méter csapat üldözőversenyben az ötödik lett holtversenyben társaival: Jan Jankiewicz-csel, Czesław Langgal és Krzysztof Sujka-val. 1980-ban 100 km-es országúti csapatversenyben lengyel bajnok lett Czesław Langgal, Stefan Ciekańskival és Lechosław Michalakkal. Egyéniben a harmadik helyen végzett.
Az aktív versenyzés befejezése után edzőként és sportvezetőként dolgozott.